# 3α,5β-Androstandiol
3α,5β-Androstandiol, takođe poznat kao etioholandiol, 5β-androstan-3α,17β-diol ili etioholan-3α,17β-diol, endogeni je prirodni steroid koji se formira kao metabolit testosterona. On se formira iz 5β-dihidrotestosterona (nakon 5β-redukcije testosterona) i konvertuje se u etioholanolon.

## Spoljašnje veze
- Metabocard for Etiocholanediol (HMDB00551) - Human Metabolome Database